# 愛心無國界演藝界大匯演
《愛心無國界演藝界大匯演》是香港市民為支持受南亞海嘯困擾的災民而舉辦的籌款活動，由香港演藝人協會發起，2005年1月7日在香港大球場舉行。此次盛會持續時間長達七小時，中國大陸、香港、台灣、泰國、馬來西亞及新加坡超過150名藝人義演，曾志偉、沈殿霞、張小燕、吳宗憲、吳小莉、李湘輪流主持，無綫電視翡翠台、香港有線電視、TVBS-G、鳳凰衛視中文台聯播，香港特別行政區行政長官董建華親臨致詞。中國大陸各個地方電視台於該日轉播此活動，因此中斷轉播中國中央電視台《新聞聯播》。

## 歌曲
- 《滔滔千里心》－此歌曲亦曾在1991年忘我大匯演獻唱過
- 《愛》－本次大匯演主題曲，改編自《天下一家》